# Succinil-coenzima A
Il succinil-coenzima A, comunemente abbreviato in succinil-CoA è una combinazione di acido succinico e coenzima A.

## Ruolo del succinil-CoA nel metabolismo
Il succinil-CoA è un importante intermedio del ciclo di Krebs, dove viene sintetizzato dall'α-chetoglutarato deidrogenasi a partire dall'α-chetoglutarato, tramite decarbossilazione. Durante questo processo viene aggiunto il coenzima A. Il succinil-CoA contiene un legame tioestereo altamente energetico, che viene trasferito nella successiva reazione del ciclo a una molecola di GDP, operando così una fosforilazione a carico del substrato.
Viene convertito in succinato tramite rilascio idrolitico del coenzima A dalla succinil-CoA sintetasi.
Negli organismi fotosintetici può avvenire anche il processo inverso, con l'enzima ossoglutarato sintasi che catalizza la conversione di succinil-CoA in α-chetoglutarato.
Un altro destino seguito dal succinil-CoA è la sintesi delle porfirine, dove viene combinato con la glicina dall'ALA sintetasi, a formare acido δ-aminolevulinico (dALA).

## Formazione
Il succinil-CoA può essere ottenuto dal metilmalonil-CoA tramite l'utilizzo di deossiadenosil-B12 (deossiadenosilcobalamina) da parte della metilmalonil CoA mutasi.
Questa reazione, che richiede la presenza di vitamina B12, è importante nel catabolismo di alcuni amminoacidi a catena ramificata ed alcuni acidi grassi a catena dispari.